# Juramento

Juramento do Jogo da Péla, de Jacques-Louis David

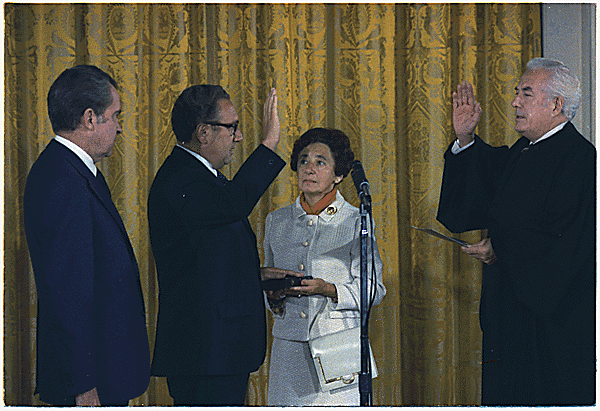
Henry Kissinger, prestando juramento com sua mão sobre uma Bíblia, nos Estados Unidos, em 1973.

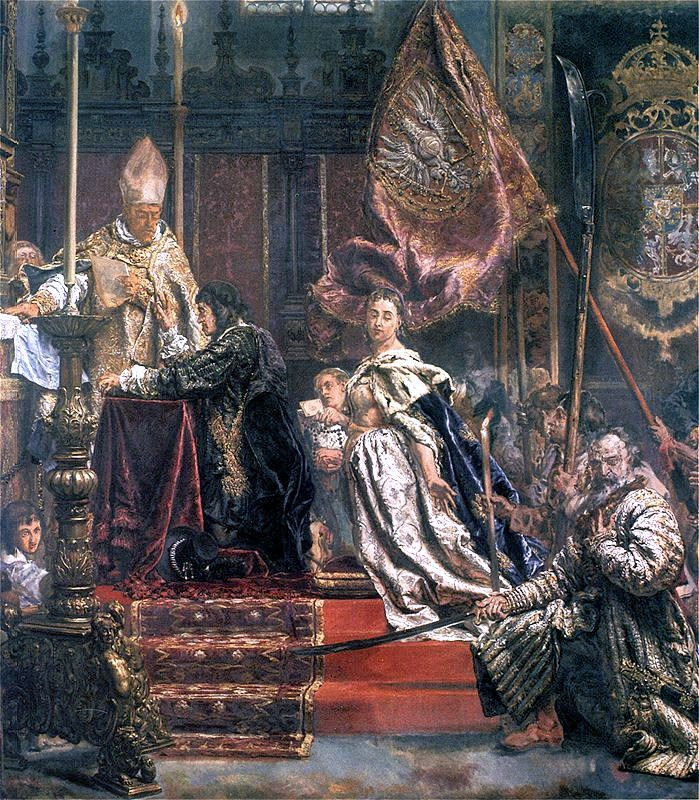
Juramento de Lwów, de Jan Matejko.

Um juramento (do termo latino iuramentum) é uma afirmação de um facto ou de uma promessa, geralmente feito perante ou sobre algo ou alguém que quem o faz considera sagrado, como testemunha da natureza vinculativa desta promessa ou da veracidade desta declaração ou fato. Jurar é fazer um juramento, uma promessa solene.